# Corey Fogelmanis
Corey Shain Fogelmanis (Thousand Oaks, California, 13 de agosto de 1999) es un actor estadounidense. Es conocido por interpretar el papel de Farkle Minkus en la serie original de Disney Channel Girl Meets World.

## Biografía
Fogelmanis nació en Thousand Oaks, California. Comenzó a actuar a la edad de 6 años en el teatro musical. Su rol debut fue en el cortometraje The Maiden and the Princess (2011) como uno de los antagonistas. Al año siguiente interpretó a Louis McManus de 12 años en la serie televisiva Partners en el episodio piloto. Desde 2014 hasta 2017, formó parte de serie original de Disney Channel Girl Meets World, secuela Boy Meets World, como a Farkle Minkus, el mejor amigo y compañero de clases de Riley Matthews y Maya Hart (interpretadas por Rowan Blanchard y Sabrina Carpenter, respectivamente).
Sus actividades favoritas además de actuar son cantar, bailar y la fotografía. Fogelmanis asistió a Broadway Artists Alliance Intensive Workshops (Talleres Intensivos Alianza de Artistas de Broadway) en Nueva York en 2011.

## Filmografía
| Año  | Título                       | Personaje     |
| ---- | ---------------------------- | ------------- |
| 2016 | Una noche en la casa maldita | Max Doyle     |
| 2018 | Muerte en las aulas          | Mate Squires  |
| 2019 | Ma                           | Andy          |
| 2021 | Moxie                        | Mark          |
| 2025 | I Wish You All the Best      | Nathan Walter |

| Año         | Título                       | Personaje            | Notas                                                                     |
| ----------- | ---------------------------- | -------------------- | ------------------------------------------------------------------------- |
| 2012        | House of Lies                | T-Bird en juego      | Episodio: «The Gods of Dangerous Financial Instruments» (Temp. 1, Ep. 1). |
| 2012        | Partners                     | Louis McManus (niño) | Episodio: «Piloto» (Temp. 1, Ep. 1).                                      |
| 2015        | I Didn't Do It               | Stevie Moops         | Episodio: «Stevie Likes Lindy» (Temp. 2, Ep. 8).                          |
| 2014 - 2017 | Girl Meets World             | Farkle Minkus        | Elenco principal (Temporadas 1 - 3).                                      |
| 2017        | PrankMe                      | Jasper Perkins       | Protagonista (Temporada 1).                                               |
| 2019        | Into the Dark                | Brett                | Episodio: «School Spirit» (Temp. 1, Ep. 11).                              |
| 2022        | Mentes criminales            | Jude Bruneau         | Episodio: «Pay-Per-View» (Temp. 16, Ep. 4).                               |
| 2023        | My Life with the Walter Boys | Nathan Walter        | Elenco principal (Temporadas 1).                                          |

| Año  | Título                      | Personaje        |
| ---- | --------------------------- | ---------------- |
| 2011 | The Maiden and the Princess | Hermano malvado  |
| 2019 | Midsummer                   | Liam             |
| 2022 | Reply                       | Jackson Trottier |

| Año  | Título            | Artista    |
| ---- | ----------------- | ---------- |
| 2025 | «This Song»       | Conan Gray |
| 2025 | «Vodka Cranberry» | Conan Gray |